# Grupa G-12
Grupa G-12 – nieformalne zrzeszenie małych banków w formie konsorcjum, zatwierdzone przez Związek Banków Polskich.
Za datę powstania uznaje się rok 1998. Wielkość aktywów należących do niektórych członków Grupy G-12 wynosiła co najwyżej 2% łącznej sumy aktywów polskiego sektora bankowego. Współpracujące ze sobą banki nie posiadły powiązań kapitałowych. Celem utworzenia Grupy G-12 było rozszerzenie proponowanych usług banków poprzez zmianę miejsca ich oferowania. Pomimo nazwy grupy w jej skład wchodziło dziesięciu członków oraz trzech obserwatorów. W skład Grupy G-12 wchodziły:
1. Cukrobank
2. Cuprum-Bank
3. Bank Częstochowa
4. Bank BISE
5. Bank Energetyki
6. Bank Komunalny
7. Bank Przemysłowy
8. Bank Społem
9. Bank Świętokrzyski
10. Bank Własności Pracowniczej
11. Wielkopolski Bank Rolniczy
12. Bank Podlaski
13. Bank Wschodni

Obecnie większość z tych banków już nie istnieje pod swoimi pierwotnymi nazwami, np. z banków Społem i Wschodniego utworzono Euro Bank.